# Clase Caledonia
La clase Caledonia fue una serie de nueve navíos de línea armados con 120 cañones nominales, diseñados para la Marina Real Británica por Sir William Rule. Un décimo navío (el Royal Frederick) se encargó el 29 de octubre de 1827 inicialmente con el mismo diseño, pero fue botado en 1833 con el nombre de Queen, según un nuevo diseño de Sir William Symonds. De acuerdo con los estándares de la Marina Real británica, la serie quedaba categorizada como de primera clase. 

## Armamento
En la configuración original, el armamento de la clase Caledonia se mantuvo constante en los tres primeros buques de la clase. La excepción fue el aumento de la potencia de fuego en la toldilla, de 2 a 6 carronadas de 18 libras.
A partir del cuarto buque, el armamento de la clase se modificó significativamente para adherirse al principio de un calibre unificado de 32 libras. Todos los cañones de las cubiertas central y superior se reemplazaron por el mismo número de 32 libras, excepto dos de 24 libras en la cubierta central, que se reemplazaron por dos cañones de 8 pulgadas. Cuatro de los cañones de 12 libras del alcázar se reemplazaron por carronadas de 32 libras. Los dos restantes se aumentaron a 18 libras, junto con los dos de 12 libras del castillo de proa, y se eliminaron las carronadas de la toldilla.
En 1847 el armamento había sido llevado al estándar de 32 libras.

## Tamaño
Los últimos cinco barcos de la clase se construyeron con un calado levemente mejorado, y esta subclase estaba armada con la misma configuración que el último buque de la clase sin modificaciones, el HMS Royal George. A excepción del propio Caledonia, todos estos barcos se convirtirían, ya avanzados sus historiales, en acorazados de hélice a vapor durante la década de 1850.

## Buques de la clase
| Grupo y coste de producción | Nombre            | Astillero                | Autorizado              | Puesta de quilla    | Botadura                 | Otros nombres                            | Baja del servicio   | Destino               |
| --------------------------- | ----------------- | ------------------------ | ----------------------- | ------------------- | ------------------------ | ---------------------------------------- | ------------------- | --------------------- |
| Estándard                   | HMS Caledonia     | Base Naval de Devonport  | 19 de enero de 1797     | 1 de enero de 1805  | 25 de junio de 1808      |                                          | 1872                | Desguazado en 1875    |
| Estándard                   | HMS Britannia     | Base Naval de Devonport  | 11 de junio de 1812     | diciembre de 1813   | 20 de octubre de 1820    |                                          | 1869                | Desguazado            |
| Estándard                   | HMS Prince Regent | Astillero de Chatham     | 6 de enero de 1812      | 17 de julio de 1815 | 12 de abril de 1823      |                                          | 28 de julio de 1873 | Desguazado            |
| Estándard                   | HMS Royal George  | Astillero de Chatham     | 2 de septiembre de 1819 | junio de 1823       | 22 de septiembre de 1827 |                                          | 23 de enero de 1875 | Vendido para desguace |
| Modificado                  | HMS Neptune       | Base Naval de Portsmouth |                         | enero de 1827       | 22 de septiembre de 1832 |                                          | 1875                | Vendido               |
| Modificado                  | HMS Royal William | Astillero de Pembroke    | 30 de diciembre de 1823 | octubre de 1825     | 2 de abril de 1833       |                                          | 26 de julio de 1899 | Incendiado            |
| Modificado £ 70 553         | HMS Waterloo      | Astillero de Chatham     | 9 de septiembre de 1823 | marzo de 1827       | 10 de junio de 1833      | HMS Conqueror (1862) HMS Warspite (1877) | 1866                | Incendiado en 1918    |
| Modificado                  | HMS St George     | Base Naval de Devonport  | 27 de mayo de 1819      | mayo de 1827        | 27 de agosto de 1840     |                                          | 1883                | Vendido               |
| Modificado                  | HMS Trafalgar     | Astillero de Woolwich    | 19 de febrero de 1825   | noviembre de 1829   | 21 de junio de 1841      |                                          | 1906                | Vendido               |